# Swedish GT Series

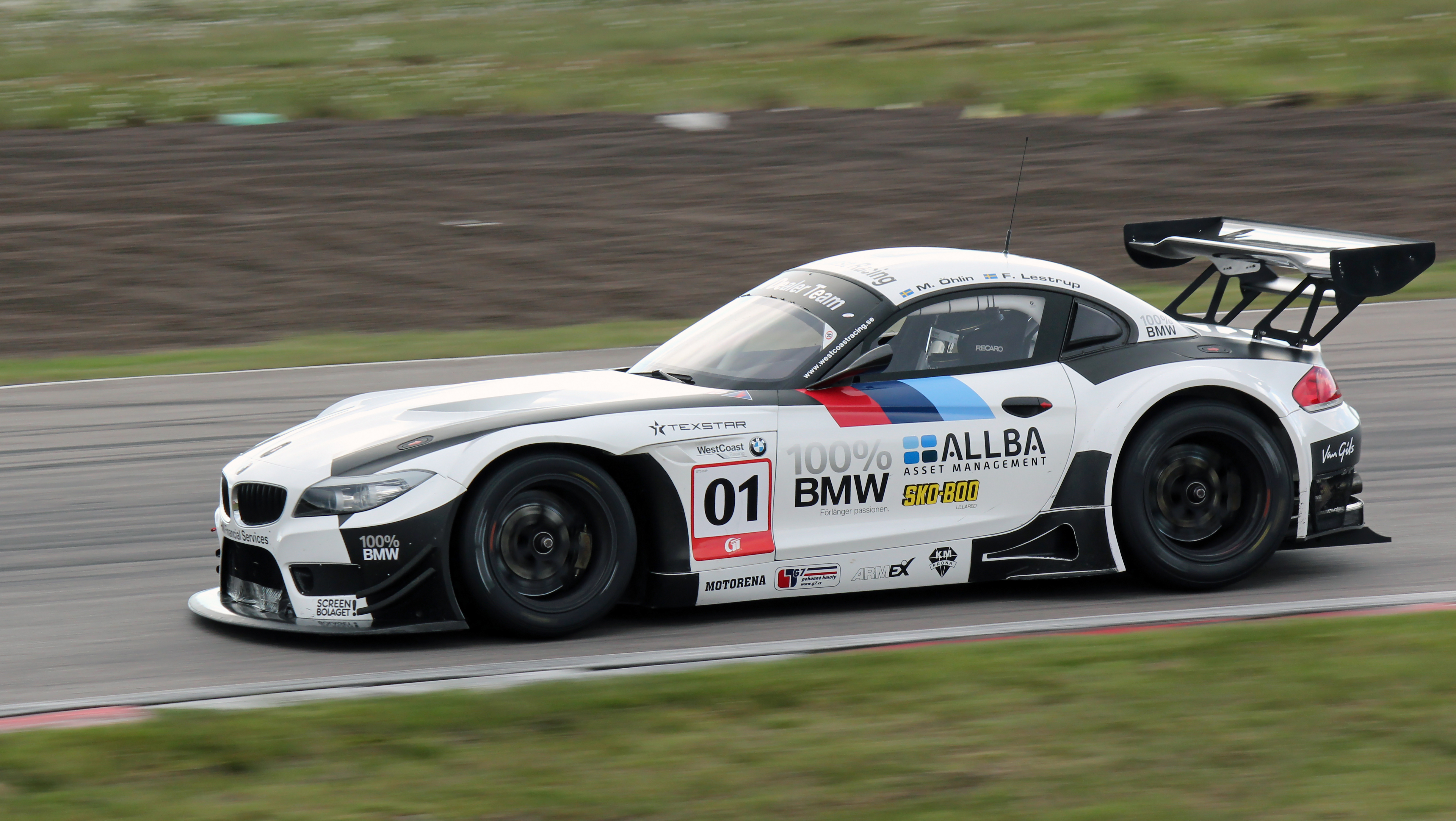
GT3 (BMW Z4 GT3, 2012).

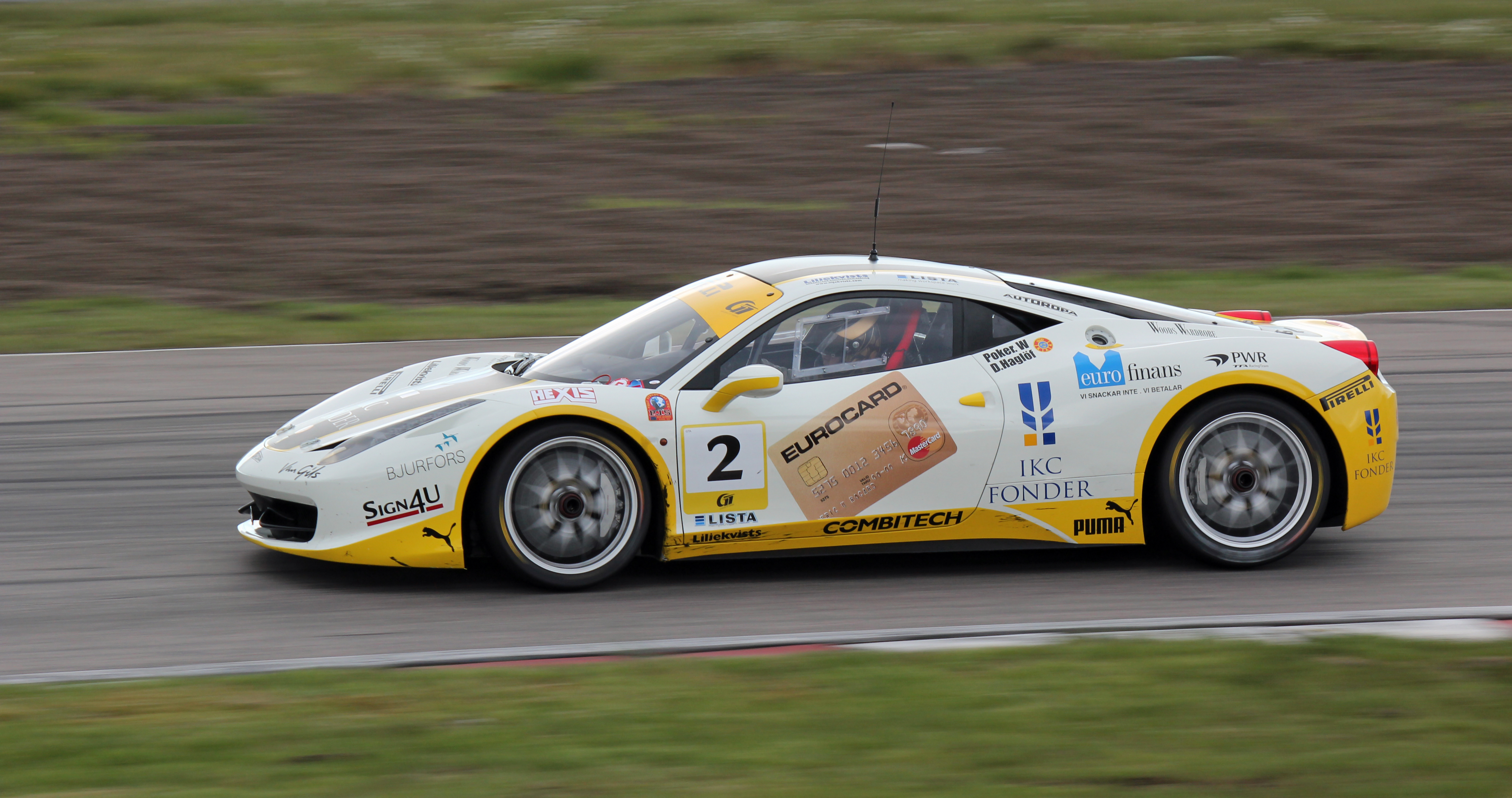
GTA (Ferrari 458 Challenge, 2012).

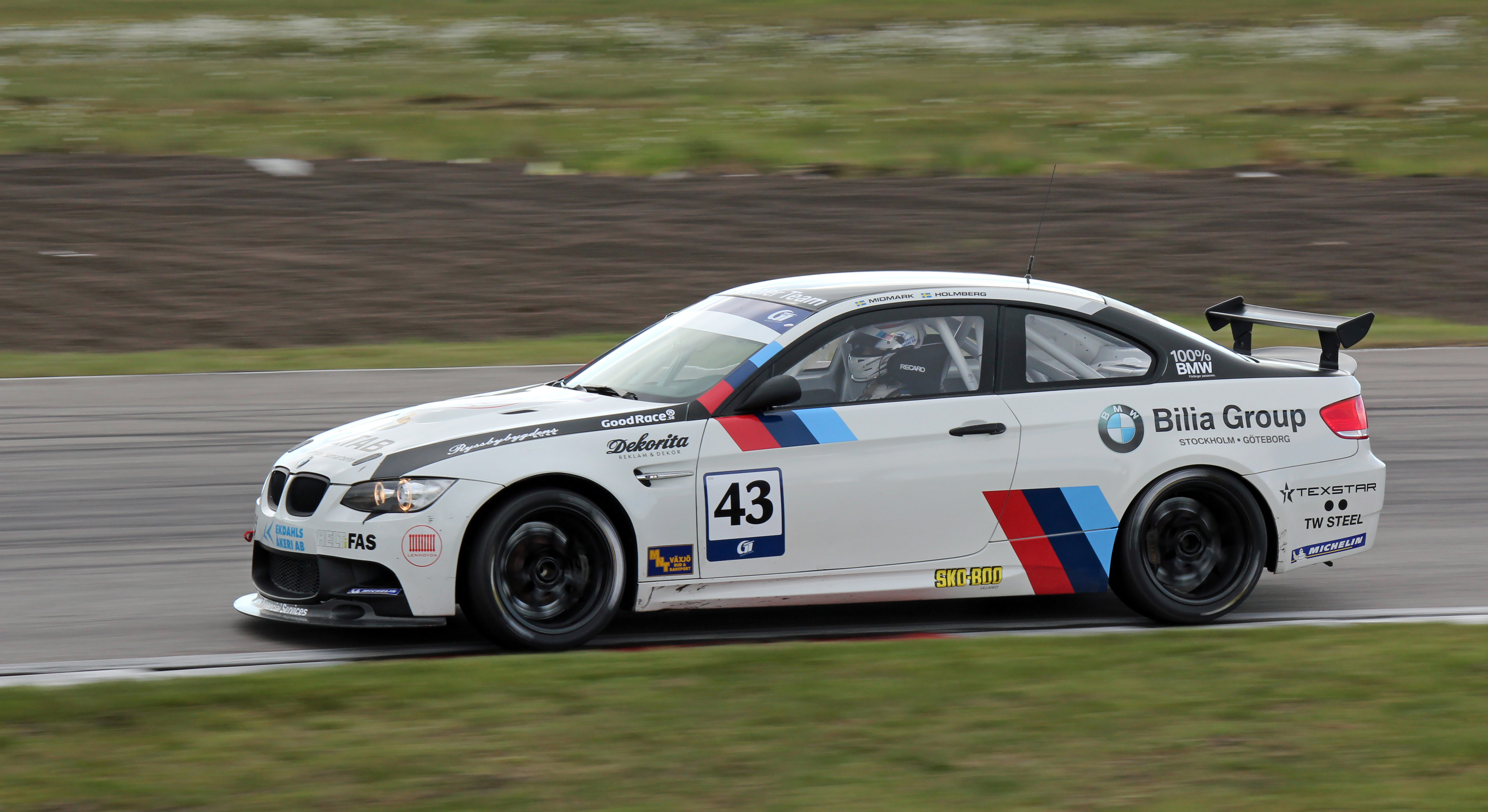
GTB (BMW M3 GT4, 2012).

Swedish GT Series är en svensk racingserie för GT-bilar. Mästerskapet startades år 2010 av Leif Lindström Promotion AB i samarbete med Svenska Bilsportförbundet. Under den första säsongen delades mästerskapet in i två klasser, men sedan 2011 är det tre. Från och med 2011 ingår Swedish GT Series i TTA – Elitserien i Racing (gick under namnet Swedish Racing League under första säsongen),  som under 2012 även innehåller TTA – Elitserien i Racing, Trofeo Abarth 500 Sweden, Radical Sweden och Carrera – GT Cup.

## Regler

### Tävlingarna
Sedan 2011 består varje tävlingshelg av 60 minuters fri träning och 20 minuters kval, medan tävlingarna pågår i 60 minuter med obligatoriska depåstopp och förarbyten. Det är även tillåtet att köra med endast en förare, men då är föraren tvungen att gå ett varv runt bilen i samband med depåstoppet. I kvalet delas det även ut poäng sedan säsongen 2011. Rullande start används.
Sedan säsongen 2012 körs en tävling kallad GT Sprint Cup i samband med Göteborg City Race. Den tävlingen ingår inte i det totala sammandraget, utan fungerar som en testtävling för eventuella framtida förare i Swedish GT Series. Tävlingarna körs som sprintrace på 20 minuter, utan obligatoriska depåstopp eller förarbyten.

### Klasser
Under Swedish GT Series första säsong fanns endast två klasser; GTA och GTB, men till 2011 tillkom även GTC. Inför säsongen 2012 gjordes dock ändringar i klassindelningen. Från och med 2012 kommer det tidigare GTB bli GTA och GTC bli GTB. Det som tidigare hette GTA kommer att bli GT3 och endast tillåta bilar som klassas som FIA GT3. Denna klass deltar endast på Anderstorp Raceway och Falkenbergs Motorbana, på grund av säkerhetsriskerna i de höga farter som GT3-bilarna kommer upp i.

### Poängskala
| Säsong         | 1:a | 2:a | 3:a | 4:a | 5:a | 6:a | 7:a | 8:a | 9:a | 10:a | Snabbaste varv |
| -------------- | --- | --- | --- | --- | --- | --- | --- | --- | --- | ---- | -------------- |
| 2010-2011      | 10  | 8   | 6   | 5   | 4   | 3   | 2   | 1   |     |      | 1              |
| 2012- (förare) | 25  | 18  | 15  | 12  | 10  | 8   | 6   | 4   | 2   | 1    | 1              |
| 2012- (team)   | 10  | 6   | 4   | 3   | 2   | 1   |     |     |     |      |                |

## Säsonger

### GT3
| År   | Namn | Mästare         | Bil                    | Team                  |
| ---- | ---- | --------------- | ---------------------- | --------------------- |
| 2012 | GT3  | Fredrik Lestrup | BMW Z4 GT3             | WestCoast Racing      |
| 2011 | GTA  | Fredrik Lestrup | BMW Z4 GT3             | WestCoast Racing      |
| 2010 | GTA  | Martin Nelson   | Ferrari F430 Challenge | IKC Scuderia Autoropa |

### GTA
| År   | Namn | Mästare                         | Bil                    | Team                  |
| ---- | ---- | ------------------------------- | ---------------------- | --------------------- |
| 2012 | GTA  | Mattias Andersson Martin Nelson | Ferrari 458 Challenge  | IKC Scuderia Autoropa |
| 2011 | GTB  | Mikael Ohlsson Martin Nelson    | Ferrari 458 Challenge  | IKC Scuderia Autoropa |
| 2010 | GTB  | Lars Edvardsson                 | Ferrari F360 Challenge | IKC Scuderia Autoropa |

### GTB
| År   | Namn      | Mästare           | Bil                      | Team               |
| ---- | --------- | ----------------- | ------------------------ | ------------------ |
| 2012 | GTB       | Lennart Bohlin    | Aston Martin N24 Severin | Team BR Motorsport |
| 2011 | GTC       | Joakim Söderström | BMW M3 GT4               | Förenade Racing    |
| 2010 | kördes ej | kördes ej         | kördes ej                | kördes ej          |

### Teammästerskapet
| År   | Mästare – GTA         | Mästare – GTB         |
| ---- | --------------------- | --------------------- |
| 2012 | IKC Scuderia Autoropa | Team BR Motorsport    |
| År   | Mästare               | Mästare               |
| 2011 | WestCoast Racing      | WestCoast Racing      |
| 2010 | IKC Scuderia Autoropa | IKC Scuderia Autoropa |